# Daniel Bălan
Đối với ca sĩ nhạc pop người Moldova, xem Dan Bălan.
Daniel Bălan (sinh ngày 18 tháng 9 năm 1979) là một hậu vệ bóng đá người România thi đấu và huấn luyện cho Bucovina Rădăuți.
Năm 2002, anh dính chấn thương nặng, có vẻ tương tự như trường hợp của Marco van Basten. Sau 18 tháng và nhiều lần phẫu thuật, cuối cùng anh có thể trở lại sân bóng.

## Danh hiệu
Foresta Fălticeni
- Românian Second League: 1999–00

Steaua Bucureşti
- Românian Vô địchhip Giải vô địch: 2004–05, 2005–06
- Siêu cúp bóng đá România: 2001, 2006

FC Vaslui
- Românian Second League: 2004–05